# Dubîna, Tîvriv
Dubîna (în ucraineană Дубина) este un sat în comuna Krasneanka din raionul Tîvriv, regiunea Vinnița, Ucraina.

## Demografie
Componența lingvistică a localității Dubîna
     Ucraineană (97,14%)
     Rusă (2,86%)
Conform recensământului din 2001, majoritatea populației localității Dubîna era vorbitoare de ucraineană (97,14%), existând în minoritate și vorbitori de rusă (2,86%).